# Teoctist Arăpașu
Teoctist Arăpaşu, conosciuto anche come patriarca Teoctist (Stăuceni, 7 febbraio 1915 – Bucarest, 30 luglio 2007), è stato un religioso rumeno, patriarca della Chiesa ortodossa rumena dal 1986 al 2007.
Servì per i suoi primi anni da patriarca nella Repubblica Socialista di Romania e fu accusato da alcuni di collaborazionismo con il regime dittatoriale di Nicolae Ceaușescu. Si dimise in seguito alla rivoluzione del 1989, ma fu riconfermato nel suo ruolo l'aprile successivo.
Promotore del dialogo ecumenico, invitò Papa Giovanni Paolo II a visitare la Romania nel 1999; si trattò della prima visita di un Papa in un Paese prevalentemente ortodosso sin dai tempi dello Scisma d'Oriente.